# 母マリヤ
母マリヤ (ははマリヤ、1891年 - 1945年、ロシア語: Мать Мария マーチ　マリーヤ、英語: Mother Maria)は、パリの聖マリヤとも呼ばれる正教会の聖人（克肖致命女）。ロシアの貴族であり、詩人であり、正教会の修道女、ホロコースト犠牲者。
ロシア革命時に亡命。第二次世界大戦時にはナチス占領下のフランスでユダヤ人達を助け続けたが、ゲシュタポに捕えられた後、ラーフェンスブリュック強制収容所でガス室に送られて殺害された。
「マリヤ」は修道名。生まれた際の名はエリザヴェータ・ユーリエヴナ・ピレンコ（ロシア語: Елизавета Юрьевна Пиленко, ラテン文字転写: Elizaveta Yurievna Pilenko）。一度目の結婚で姓がクジミナ＝カラヴァイェヴァ（ロシア語: Кузьмина-Караваева, ラテン文字転写: Kuzmina-Karavayeva）となり、二度目の結婚で姓がスコブツォヴァ（ロシア語: Скобцова, 英語: Skobtsova）となった。修道士・修道女は姓ではまず呼ばれず、聖人としても姓付きで呼ばれないのは本記事のマリアも同様である。

## 生涯

### 誕生からロシア革命前
パリの聖にして光榮なる克肖致命女聖マリヤ（英語: The holy and glorious venerable-martyr Maria Skobtsova）は、20世紀初頭のパリの修道女であり致命者。マリヤは隣人へのもてなしと隣人への愛に熱心に励んだ。マリヤにとってこのことはクリスチャンの基本であるべきものであり、生活に具体化していこうと努めた。
マリヤはラトビアの貴族の家に1891年に生まれた。生まれた時の名はエリザヴェータ・ピレンコである。父親は彼女がティーンエイジャーであった頃に永眠し、エリザヴェータは無神論者となった。1906年、母親が家族を連れてサンクトペテルブルクに移り住んだが、エリザヴェータはそこで急進的な知的サークルにのめり込んだ。1910年、ボリシェビキであったドミートリー・クジミン＝カラヴィエフと結婚した。この頃、エリザヴェータは文学サークルに積極的に加わっており、多くの詩を書いた。彼女の最初の本はこの頃の詩を集めた『スキタイの破片』である。最初の結婚で娘のガリーナが産まれたが、1913年までには、ドミートリーとの結婚生活は終わりを告げた。
「彼もまた死せり。彼は血を流せり。彼等は彼の顔を批てり（うてり）。」と、イイススの慈愛を聖書から読み取り、エリザヴェータはキリスト教に戻り始めた。その後、娘ガリーナとともに南ロシアに移住し、信仰へますます傾倒していった。

### ロシア革命とその後の亡命生活、修道
ロシア革命後の1918年、エリザヴェータは南ロシアの町アナパの副市長に選ばれた。白軍がアナパを占領した際、市長は逃亡し、彼女が市長となった。白軍はエリザヴェータをボリシェヴィキであるとの嫌疑から裁判にかけたが、その時の判事は彼女のかつての師、ダニエル・スコブツォフであり、彼女は釈放された。二人はすぐに恋に落ち、結婚した。
ほどなくして、白軍が赤軍に圧され、政治的情勢が再び変わった。危険を避けるため、エリザヴェータ、ダニエル、ガリーナ、そしてエリザヴェータの母ソフィヤは祖国を逃れた。この時エリザヴェータは二人目の子を妊娠していた。初めはグルジアに逃れ（ここで、子であるゲオルギー（ユーリ）・スコブツォフが生まれている）、次にはユーゴスラヴィアに逃れた（ここで娘であるアナスタシアが生まれた）。最終的には1923年にパリに落ち着いた。間もなく、エリザヴェータは神学の勉強と社会活動に熱心に取り組むようになった。

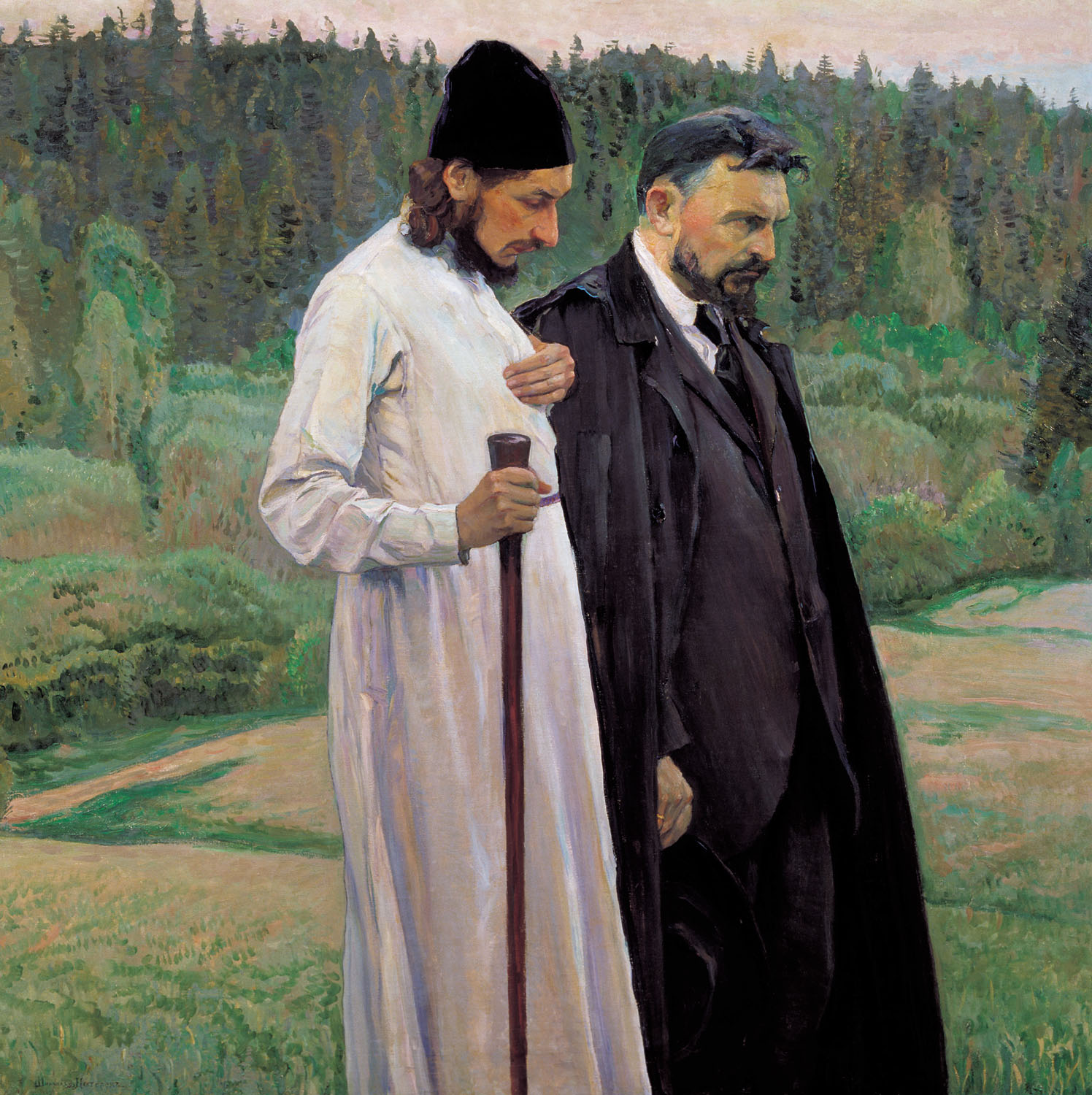
パーヴェル・フロレンスキー（左）とセルゲイ・ブルガーコフ（右）。（ミハイル・ネステロフ画）

1926年、アナスタシアがインフルエンザで永眠し、一家は深い悲しみに包まれた。ガリーナはベルギーの寄宿学校に送られた。この後少しして、ダニエルとエリザヴェータの結婚生活が破綻した。ダニエルと暮らすことをやめ、ユーリと共にエリザヴェータはパリ市街中心部に移り住んだ。援けを必要とする人々をより直接助けられるようにするためであった。
エリザヴェータを指導する主教は、世間から離れた修道院に住まなくともよいとしつつ、彼女に修道女になることを勧めた。1932年、ダニエル・スコブツォフの容認のもと、教会で離婚が認められ、エリザヴェータは修道誓願を立てた。修道名はマリヤであった。痛悔担当司祭はセルゲイ・ブルガーコフであった。後に、ドミートリー・クレプニン神父が指導司祭として彼女の家に送られた。
母マリヤはパリの貸家の一つを自身の「修道院」とした。そこは亡命者、貧しい者、孤独な者に扉が開かれた場所であった。間もなく家は、知的・神学的議論の中心的存在の一つとなった。母マリヤにとり、貧しい者への奉仕と神学は、相伴うものであった。

### 第二次世界大戦時にナチスの強制収容所で致命

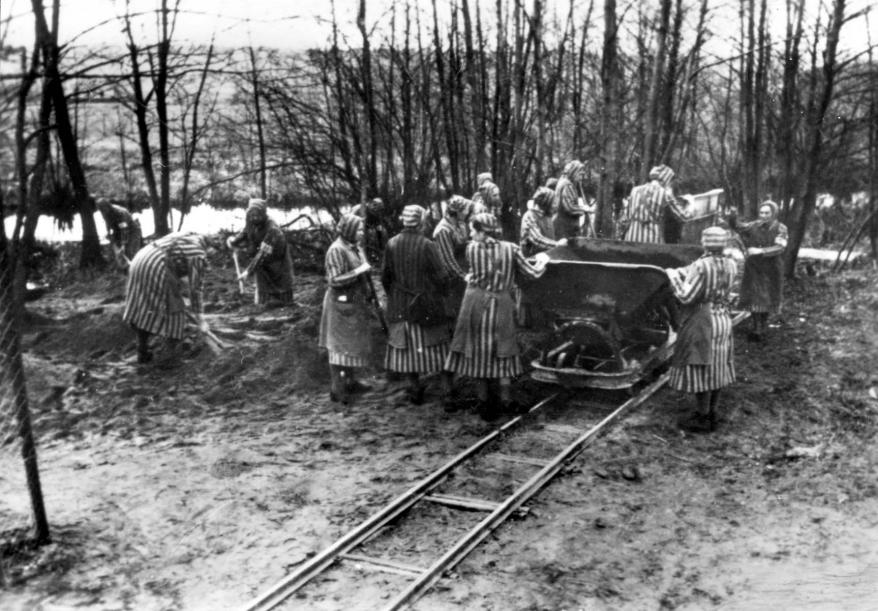
作業をするラーフェンスブリュック強制収容所の女囚たち（1939年）

第二次世界大戦でナチスがパリを占領すると、すぐにユダヤ人達がマリヤの家を洗礼証明を求めて訪れ、ドミートリー神父は彼等の需に応じた。多くのユダヤ人達が彼等のもとにとどまった。マリヤ達は隠れ家を提供し、多くの逃亡者を助けた。結局家は閉鎖され、母マリヤ、ドミートリー神父、ユーリ、ソフィアは全員ゲシュタポに捕えられた。ドミートリー神父とユーリはミッテルバウ＝ドーラ強制収容所で永眠した。
母マリヤはドイツのラーフェンスブリュック強制収容所に送られた。1945年の聖大土曜日に、母マリヤはガス室に送られ、そこで永遠の生命に移った（聖人の死についての正教会での表現）。彼女はガス室に送られる他の囚人の身代わりになったと言われている。

## 列聖
母マリヤはコンスタンディヌーポリ総主教庁の聖シノドにより2004年1月16日に列聖された。2004年5月1日と5月2日に行われたパリのアレクサンドル・ネフスキー大聖堂での列聖式では、母マリヤとともに、ドミートリー神父、ユーリ、そしてイリヤ・フォンダミンスキーが列聖された。彼等の記憶日は7月20日である。

## 著作
- Mother Maria Skobtsova: Essential Writings, trans. Richard Pevear and Larissa Volokhonsky (Orbis, 2003). ISBN 978-1570754364.

### マリヤの著述が掲載された外部ページ
- Types of Religious Lives (pdf) by Mother Maria Skobtsova
- Concerning the Emulation of the Mother of God  (Journal Put')
- Veneration of the Mother of God
- The Poor in Spirit
- Suffering and the Cross